# Luchthaven Supadio

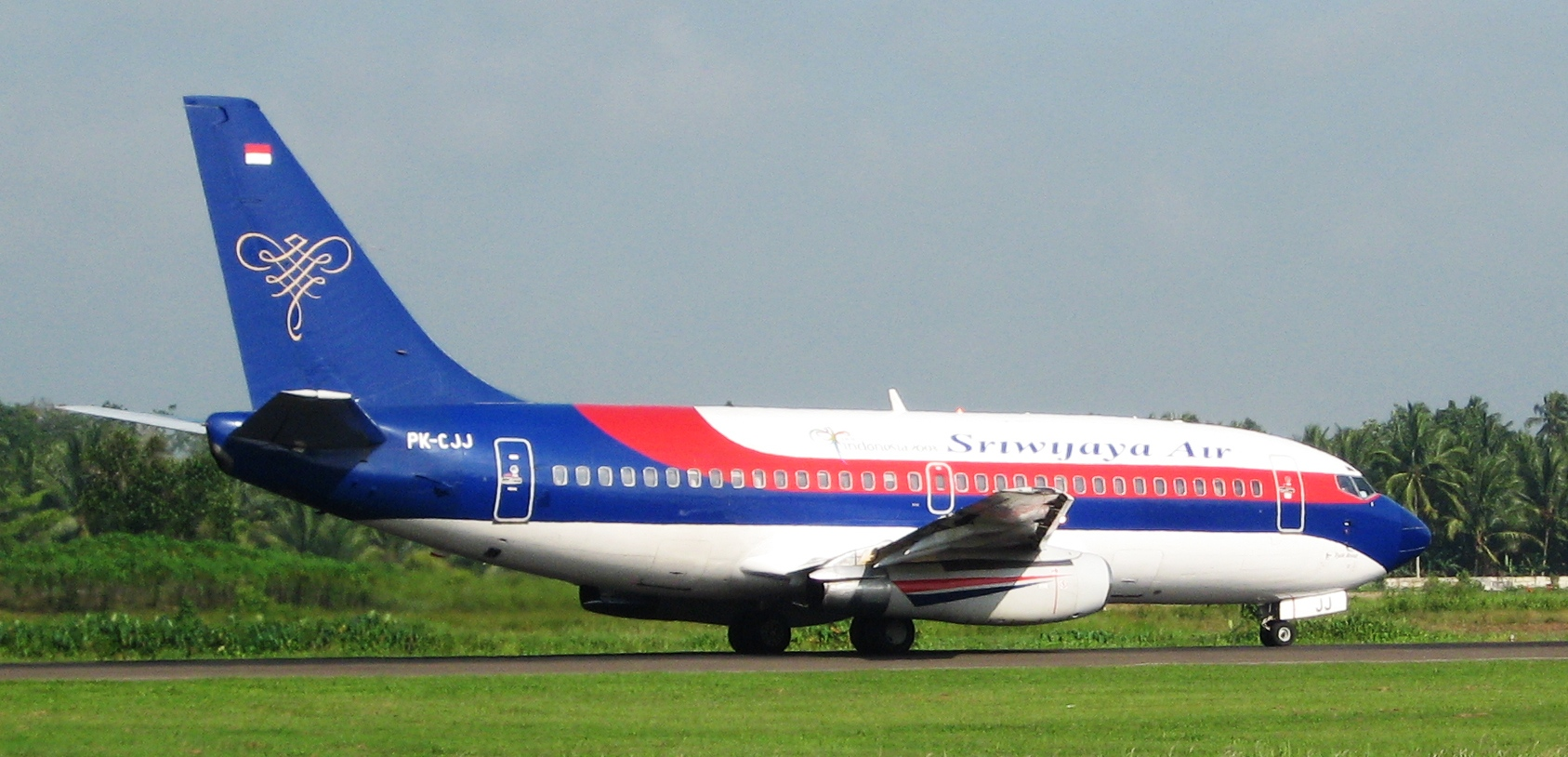
Een Boeing 737 van Sriwijaya Air op de luchthaven Supadio

De luchthaven Supadio (Indonesisch: Bandar Udara Internasional Supadio) is een kleine internationale luchthaven in Indonesië nabij Pontianak, de hoofdstad van de provincie West-Kalimantan. Ze ligt ongeveer 17 km ZZO van het centrum van Pontianak. De luchthaven wordt gebruikt voor regionale vluchten binnen Indonesië en naar Singapore en Maleisië.
Het vliegveld werd tijdens de koloniale tijd gebouwd in de jaren 1940 en heette oorspronkelijk Vliegveld Sungai Durian. In 1980 kreeg het de nieuwe naam Luchthaven Supadio. In 2000 werd de eerste internationale verbinding naar Maleisië gevlogen.

## Incidenten
- Op 2 november 2010 schoot een Boeing 737 van Lion Air van de landingsbaan en kwam op de buik terecht. Alle passagiers konden geëvacueerd worden en er vielen slechts enkele lichtgewonden.
- Op 1 juni 2012 gleed een Boeing 737 van Sriwijaya Air tijdens hevige regen van de landingsbaan. Het neuswiel brak af en het toestel kwam op de buik tot stilstand in de drassige bodem. Er waren geen gewonden maar het vliegtuig was zwaar beschadigd.
- Op 16 februari 2019 kwam opnieuw een Boeing 737 van Lion Air slechts na het einde van de landingsbaan tot stilstand. Er vielen geen gewonden.